# Ranunculus adoxifolius
Ranunculus adoxifolius är en ranunkelväxtart som beskrevs av Hand.-mazz.. Ranunculus adoxifolius ingår i släktet ranunkler, och familjen ranunkelväxter. Inga underarter finns listade i Catalogue of Life.